# Brave (navegador web)
Brave és un navegador web de codi obert basat en Chromium, creat per la companyia Brave Software l'any 2016, fundada pel cofundador del Projecte Mozilla i creador de JavaScript, Brendan Eich. Està disponible en català.
A partir de 2019 Brave ha estat disponible per Windows, MacOS, Linux, Android i iOS. La versió actual compta amb cinc motors de cerca per defecte, incloent el seu soci de negocis, DuckDuckGo.

## Història
Brave té el propòsit d'arreglar internet oferint als usuaris una experiència de navegació més segura, privada, ràpida i millor alhora que augmenta el suport per als creadors de contingut a través d'un nou ecosistema de recompenses basat en l'atenció.
Fins a l'any 2017 es trobava en versió beta per a sistemes macOS, GNU/Linux i Windows, i tenia una versió mòbil estable per a sistemes iOS i Android. Per defecte usa els motors de cerca StartPage, Yandex Search, DuckDuckGo, entre d'altres.
Ha estat desenvolupat per Brave Software, fundada al maig de 2015 per Brendan Eich i Brian Bondy. Va ser anunciat el gener de 2016 com una alternativa per mostrar anuncis de socis de l'empresa i d'altres en lloc de mostrar publicitat intrusiva genèrica d'Internet.
La versió 0.7 del navegador va ser qualificada com "molt primitiva" per la pàgina web Network World. El lloc especialitzat en tecnologia, Ars Technica va expressar dubtes sobre la major rapidesa del navegador, denunciant que en realitat no bloquejava la publicitat, sinó que la substituïa, la qual cosa podria fins i tot alentir i consumir més recursos en l'ordinador local. El lloc de notícies CNet va ressaltar la defensa a la privadesa dels usuaris del navegador.
El 14 de desembre de 2017 va incloure l'opció de triar DuckDuckGo com a cercador predeterminat si s'escull l'opció de navegació privada.

## Basic Attention Token

Logo de Basic Attention Token

El "Basic Attention Token" (BAT) és una plataforma d'intercanvi d'anuncis descentralitzada i de codi obert basada en Ethereum.
En una oferta inicial de monedes el 31 de maig de 2017, Brave Programari International SEZC va vendre 1,000,000,000 BAT per un total de 156.250 Ethereum (35 milions de dòlars) en menys de 30 segons. La companyia va retenir 500.000.000 de BAT addicionals, per ser usats per promoure l'adopció de la plataforma.
A principis de desembre de 2017 l'empresa va desemborsar la primera ronda de les seves subvencions per al "creixement dels usuaris": es va distribuir un total de 300.000 BAT als nous usuaris per ordre d'arribada.

## Brave Rewards
Des d'abril de 2019, els usuaris del navegador Brave poden optar per la funció Brave Rewards, que envia Micropagaments de BAT als llocs web i als creadors de continguts. Els propietaris i creadors de llocs web han de registrar-se primer a Brave com a editors. Els usuaris poden activar la funció d'autocontribució, que divideix automàticament una contribució mensual especificada en proporció al temps emprat, o poden enviar manualment una quantitat triada (denominada propina) mentre visiten el lloc o el creador.
Els usuaris poden triar guanyar BAT veient anuncis que es mostren com a notificacions pel sistema operatiu del seu ordinador o dispositiu. Les campanyes publicitàries s'acaren amb els usuaris mitjançant la inferència del seu historial de navegació; aquesta focalització es duu a terme localment, sense transmissió de dades personals fora del navegador, la qual cosa elimina la necessitat d'un seguiment per part de tercers. A més, els usuaris poden comprar o vendre BAT a través de la relació de Brave amb Uphold Inc., un operador de canvi de monedes digitals.
La primera versió de la funció de Micropagaments, presentada l'any 2016, es deia Brave Payments i utilitzava Bitcoin. Els anuncis es mostraven en una pestanya separada del navegador.